# Rick Gonzalez
Rick Gonzalez (Nova Iorque, 30 de junho de 1979) é um ator americano que ficou conhecido pelos seus papéis nos filmes Coach Carter como Timo Cruz, Old School como Spanish, Roll Bounce como Naps na série de televisão dramática sobrenatural Reaper, como Ben Gonzalez. De 2016 a 2020, ele interpretou o personagem super-herói Rene Ramirez / Wild Dog na série Arrow, da CW. Em 2021, ele estrelou a adaptação para a série de TV The Lost Symbol. Em 2022, ele se juntou ao elenco de Law & Order: Organized Crime.

## Biografia
Rick nasceu em Nova Iorque, de ascendência dominicana e porto-riquenha. Seus pais se conheceram em Washington, DC, onde se casaram. Eles se mudaram e se estabeleceram na seção de Bushwick, no Brooklyn, onde o criaram. Mais tarde, seus pais se divorciaram. Ele cursou o ensino fundamental e médio enquanto morava no Brooklyn. Desde criança, Gonzalez fazia "shows" improvisados para sua família e participava de todas as peças da escola. Seus professores foram fundamentais para convencer Gonzalez a se inscrever e fazer um teste na LaGuardia High School of the Performing Arts, onde Fame foi baseada, em Manhattan. Em 1997, ele se formou e começou a seguir carreira de ator.

## Carreira
Gonzalez começou sua carreira de ator em Nova Iorque, onde conseguiu um pequeno papel no filme Thicker Than Blood (1998). Em 1999, ele fez sua estreia no cinema como Ricky no filme Mambo Cafe, lançado no ano 2000. Ele seguiu participando do filme Prince of Central Park (2000) antes de ir para Los Angeles, Califórnia.

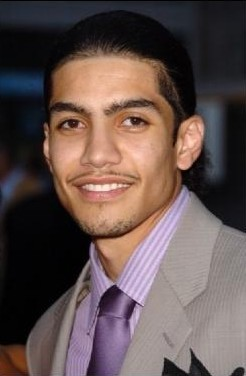
Rick em 2005

Ele apareceu no filme de comédia Old School (2003) como "Spanish", Laurel Canyon (2003) como Wyett, Subway Cafe (2004) como Vincent Young, War of the Worlds (2005) como Vincent, Roll Bounce (2005) como Naps, Pulse (2006) como Stone, First Snow (2006) como Andy Lopez, Illegal Tender (2007) como Wilson DeLeon Jr., What We Do Is Secret (2007) como Pat Smear. Gonzalez também aparece no filme Emergo como Paul Ortega.
Suas participações especiais na TV foram em Law & Order: Special Victims Unit (2000), Touched by an Angel (2001), ER (2001), Buffy the Vampire Slayer (2002), The Shield (2002), CSI: Miami (2006), Castle (2010), Lie to Me (2010) e Bones (2011). Mais recentemente, ele coestrelou na série de televisão Reaper, como Ben Gonzalez. Gonzalez tinha um blog sobre a pós-temporada da MLB de 2008 e era apelidado de "Gonzo de outubro". Ele coestrelou o videoclipe do single " Judas " de Lady Gaga em 2011, onde interpreta Jesus. Em 2022, Gonzalez se juntou ao elenco de Law & Order: Organized Crime como o detetive Bobby Reyes.

## Filmografia

### Filme
| Ano  | Título                          | Papel             |
| ---- | ------------------------------- | ----------------- |
| 2000 | Mambo Café                      | Ricky             |
| 2000 | Prince of Central Park          | Gangbanger        |
| 2001 | Crocodile Dundee in Los Angeles | Gang Banger       |
| 2002 | The Rookie                      | Rudy Bonilla      |
| 2002 | Laurel Canyon                   | Wyatt             |
| 2003 | Biker Boyz                      | Primo             |
| 2003 | Old School                      | Spanish           |
| 2004 | Subway Cafe                     | Vincent Young     |
| 2005 | Coach Carter                    | Timo Cruz         |
| 2005 | War of the Worlds               | Vincent           |
| 2005 | Roll Bounce                     | Naps              |
| 2006 | First Snow                      | Andy Lopez        |
| 2006 | Pulse                           | Stone             |
| 2006 | For Your Consideration          | Chillaxin' Host   |
| 2007 | Game of Life                    | Gerardo           |
| 2007 | What We Do Is Secret            | Pat Smear         |
| 2007 | Illegal Tender                  | Wilson DeLeon Jr. |
| 2007 | In the Valley of Elah           | Phone Technician  |
| 2008 | The Promotion                   | Ernesto           |
| 2008 | Pride and Glory                 | Eladio Casado     |
| 2010 | Flying Lessons                  | Benji             |
| 2011 | Apartment 143                   | Paul Ortega       |
| 2012 | The Guilt Trip                  | Mark              |
| 2013 | Make Your Move                  | Rene              |
| 2014 | Commencement                    | N/A               |
| 2014 | Victor                          | Pablo             |
| 2015 | November Rule                   | Nick              |
| 2016 | 179th Street                    | Chelo Santiago    |
| 2017 | Deuces                          | Papers            |
| 2025 | Predator: Killer of Killers     | ASA               |

### Televisão
| Ano          | Título                            | Papel                   | Notas                                                             |
| ------------ | --------------------------------- | ----------------------- | ----------------------------------------------------------------- |
| 1997         | F/X: The Series                   | N/A                     | Episódio: "Spanish Harlem"                                        |
| 1998         | Thicker Than Blood                | Sanchez                 | Filme para TV                                                     |
| 2000         | Law & Order: Special Victims Unit | Alfonso Cardenas        | Episódio: "The Third Guy"                                         |
| 2000         | Touched by an Angel               | Ramone                  | Episódio: "Living the Rest of My Life"                            |
| 2000–2001    | Boston Public                     | Juan Figgis             | 4 episódios                                                       |
| 2001         | Nash Bridges                      | Hector                  | Episódio: "Slam Dunk"                                             |
| 2001         | ER                                | Jorge Escalona          | Episódio: "Quo Vadis?"                                            |
| 2002         | The Shield                        | Lucas                   | Episódio: "Pay in Pain"                                           |
| 2002         | Buffy the Vampire Slayer          | Tomas                   | Episódio: "Help"                                                  |
| 2006         | CSI: Crime Scene Investigation    | Marcus                  | Episódio: "Poppin' Tags"                                          |
| 2006         | CSI: Miami                        | Hector Rivera           | Episódio: "Backstabbers"                                          |
| 2007–2009    | Reaper                            | Ben Gonzalez            | Papel principal                                                   |
| 2009         | Medium                            | Juan Espinosa           | Episódio: "The Future's So Bright"                                |
| 2010         | Castle                            | Mickey Carlson          | Episódio: "The Third Man"                                         |
| 2010         | Cold Case                         | Tut' 82                 | Episódio: "Bombers"                                               |
| 2010         | Lie to Me                         | Raul Campos             | Episódio: "Headlock"                                              |
| 2010         | Dark Blue                         | Manny Aguilar           | Episódio: "Shelter of the Best"                                   |
| 2010         | The Whole Truth                   | Ronnie Soto             | Episódio: "Cold Case"                                             |
| 2011         | Traffic Light                     | Charlie                 | Episódio: "No Good Deed"                                          |
| 2011         | The Protector                     | Jamie Sosa              | Episódio: "Help"                                                  |
| 2011         | The Closer                        | Bruno Perez             | Episódio: "Star Turn"                                             |
| 2011         | Bones                             | Rick Cortez             | Episódio: "The Prince in the Plastic"                             |
| 2012         | Bad Girls                         | Rodrigo                 | Television film                                                   |
| 2012–2014    | Dark Prophet                      | DJ Rashnu               | 2 episódios                                                       |
| 2013         | Blue Bloods                       | Ricky                   | Episódio: "The Bitter End"                                        |
| 2013         | Ironside                          | Platano                 | Episódio: "Uptown Murders"                                        |
| 2013         | NCIS                              | Lenny Machacha          | Episódio: "Oil & Water"                                           |
| 2014         | Rush                              | Manny Maquis            | Papel principal                                                   |
| 2015         | Battle Creek                      | Omar                    | Episódio: "Pilot"                                                 |
| 2015         | Mr. Robot                         | Isaac Vera              | 2 episódios                                                       |
| 2016         | Bad Dad Rehab                     | Pierre                  | Filme para TV                                                     |
| 2016–2020    | Arrow                             | Rene Ramirez / Wild Dog | Papel recorrente (5° temporada); Papel principal (6–8° temporada) |
| 2017, 2020   | Legends of Tomorrow               | Rene Ramirez / Wild Dog | 2 episodes                                                        |
| 2021         | The Lost Symbol                   | Alfonso Nunez           | Papel principal                                                   |
| 2022–present | Law & Order: Organized Crime      | Det. Bobby Reyes        | Papel principal                                                   |